# ماكس كالمان
ماكس كالمان (بالإنجليزية: Max Kalman)‏ هو مهندس معماري أمريكي، ولد في 24 ديسمبر 1884، وتوفي في 14 يونيو 1963.